# Sitio de Constantinopla (1204)
El segundo asedio cruzado de Constantinopla ocurrió en abril de 1204 y fue provocado por no pagar la cantidad convenida entre el emperador bizantino Alejo IV y los cruzados para que éstos le colocaran en el trono.

## Preludio
Desde la coronación de Alejo IV como Emperador de Bizancio no había parado de crecer la tensión entre cruzados y bizantinos. A esto contribuyó el que los súbditos bizantinos consideraran al monarca y a su padre como marionetas de los cruzados. No ayudó tampoco el intento por parte de Alejo IV e Isaac II de forzar el cisma entre la Iglesia ortodoxa y la católica romana. Por parte cruzada estaba el pago no efectuado de las cantidades acordadas con el emperador para que le colocasen en el trono.
El 1 de enero de 1204 se produjo un primer ataque de los bizantinos contra la flota cruzada, mediante barcos incendiados sin tripulación, que pudo ser repelido.
Días después, tras una operación de represalia por parte de las tropas cruzadas, el noble griego Alejo Ducas, apodado Murzuflo (El cejijunto), derrocó a Isaac II y a Alejo IV y se proclamó emperador con el nombre de Alejo V. Poco después ambos morían en prisión.
Los cruzados perdieron toda esperanza de cobrar lo prometido y planearon una segunda conquista de la ciudad a principios de 1204.

## Primer asalto
El asalto por tierra y mar se programó para la segunda semana de abril. Los peones francos atacaron con escalas y arietes el palacio de Blanquerna, mientras que los venecianos trataban de ocupar las torres de la muralla marítima desde sus navíos fondeados en el Cuerno de Oro. Los muros marítimos habían sido elevados, por lo que los puentes levadizos tuvieron que ser colgados desde más arriba de los mástiles. Los barcos venecianos estaban listos para actuar como torres móviles de asalto, cubiertas con maderos, enredaderas y pieles como protección.

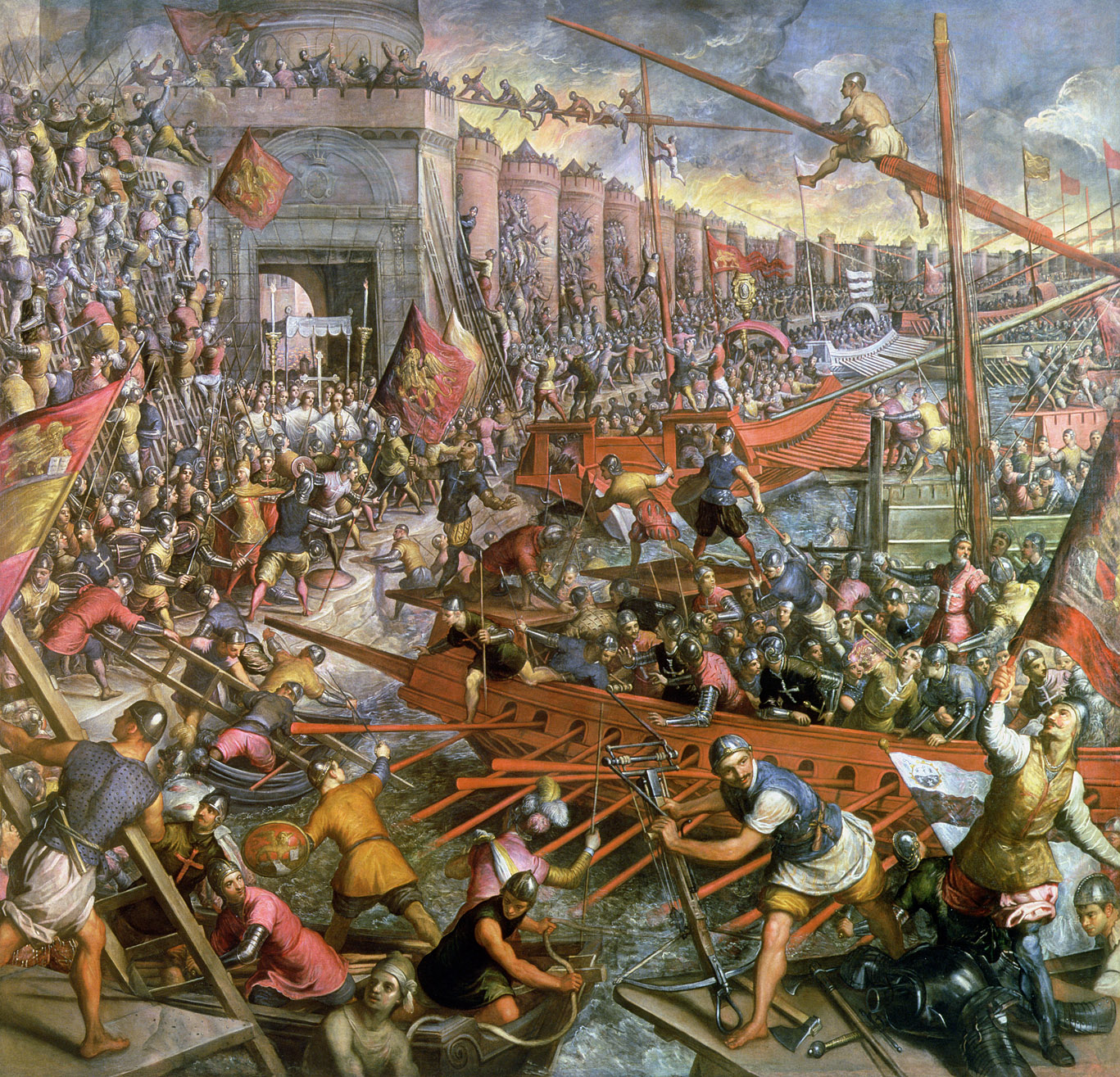
El asalto a Constantinopla, obra de Tintoretto (1580).

El ataque general tuvo lugar el 9 de abril. Los barcos de poco calado vararon en la playa mientras los hombres tenían que vadear cargados con escalas y demás pertrechos. También se envió un mercante con puentes colgantes contra cada torre, pero la ausencia de viento hizo que solo cinco mercantes llegaran a las torres y ninguno pudo fijar su puente levadizo. 
El asalto terrestre no fue mejor y los bizantinos lograron repeler el asalto con lluvias de piedras y aceite hirviendo, lo que desmoralizó a los occidentales, además de causarles muchas bajas.
Para levantar la moral, los clérigos católicos tildaban a los cristianos ortodoxos de herejes y prometían grandes recompensas espirituales a quienes combatieran con ardor.

## Segundo asalto
Fortalecidos por la fe y las esperanzas de botín, los cruzados volvieron a atacar el 12 de abril. Esta vez 40 mercantes fueron unidos por parejas y enviados contra cada torre. Esta maniobra consiguió dar más estabilidad a las naves y dotar a los asaltos de una fuerza doble.
La lucha empezó igualada hasta mediodía, en que una fuerte ráfaga de viento empujó contra la muralla a las naves de los obispos de Soissons y Troyes. Dos hombres murieron al intentar cruzar el puente, pero el tercero logró alcanzar la torre y ocuparla. Tras él pasaron otros, con lo que la posición se afianzó.
En la zona de Blanquerna, un clérigo francés, hermano del cronista Roberto de Clari, entró en la ciudad por una brecha del muro, seguido por un destacamento. Su acción sembró el pánico entre los bizantinos. Sin embargo, aquel día no se consiguió tomar la ciudad.
Sin atreverse a combatir, Alejo V huyó en un barco de pesca. Los romanos proclamaron otro emperador, pero viendo la situación el nuevo soberano también se dio a la fuga.

## La rendición
Viendo imposible resistir, una delegación del clero de Santa Sofía se dirigió al campamento occidental para presentar la rendición, confiados en poder evitar el saqueo. Pero no evitaron que los cruzados entrasen en la ciudad y la saquearan como si fuera una ciudad musulmana.

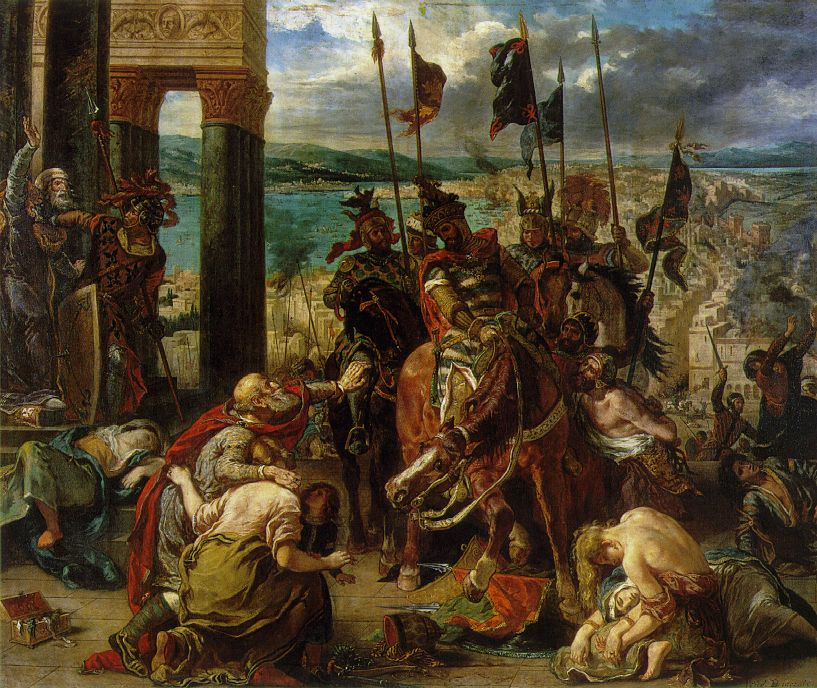
La entrada de los cruzados en Constantinopla, obra de Delacroix.

Mientras los principales caudillos ocupaban los palacios imperiales, el ejército se abalanzó sobre el resto de la ciudad durante casi una semana. No se respetó ni Santa Sofía, ni los tesoros más venerados por los bizantinos, como la corona de espinas de Cristo y el icono de la Virgen Nicopea, que fueron robados y se encuentran hoy en Sainte Chapelle de París y San Marcos de Venecia, respectivamente.
Los peores desmanes los sufrió la población civil, los cruzados violaron a miles de mujeres de toda edad matando a los familiares que intentaban defenderlas. Según el historiador bizantino Nicetas Choniates, algunos occidentales intentaron defender a los indefensos pero fueron la excepción. Los que no pudieron huir tuvieron que resignarse a perder sus fortunas.

## Consecuencias
Pocas semanas después se nombró emperador al conde Balduino de Flandes (Balduino I de Constantinopla). Con su reinado comienza una época conocida como la Francocracia, en la cual los romanos de oriente eran gobernados por el Imperio Latino de Constantinopla, un Estado de corte feudal en el que la población ortodoxa sufría una fuerte discriminación. La duración del Imperio Latino sería breve, ya que los herederos de los cruzados fueron expulsados en 1261 con la reconquista de Constantinopla por parte del Imperio de Nicea, estado sucesor romano.

## En la cultura popular
El asedio y el del año anterior son narrados gráficamente en el número 53 de la revista mexicana de historietas Epopeya, del 1 de octubre de 1962, titulado La destrucción de Bizancio.